# جن تیلور
جنیفر لی تیلور (به انگلیسی: Jennifer Lee Taylor) گوینده آمریکایی است که از بهترین نقش او می‌توان به کورتانا در هیلو (مجموعه بازی) و همچنین به عنوان دستیار شخصی هوشمند شرکت مایکروسافت به همین نام اشاره کرد.